# قربانی (فیلم ۱۹۹۹)
قربانی (به انگلیسی: Victim) یک فیلم دلهره‌آور محصول سال ۱۹۹۹ هنگ کنگ به کارگردانی رینگو لام با بازی شان لائو است.

## خلاصه داستان
داستان فیلم در مورد یک برنامه‌نویس کامپیوتری به نام (ما) Ma است که توسط یک پلیس در یک هتل خالی از سکنه پیدا شده است. برنامه‌نویس شروع به فریب آمی فو دوست دختر خود می‌کند، که پلیس‌ها را به این فکر می‌اندازد که (ما) Ma یک جنایت بزرگتر را پوشش می‌دهد.